# Slivonja Jarek
Slivonja Jarek är en by i Krapina-Zagorjes län i norra Kroatien. Namnet betyder "Slivonjs dike"-Slivonj är ett efternamn som lär ha namngett orten. Jarek betyder dike, och byn ligger nära berget Hršak Breg.